# 漢堡包
漢堡、漢堡包（英語：Hamburger，又簡稱），是以小圓麵包內夾絞肉的食物為公認的美式速食代表。餡料以漢堡排為主，並附夾上若干配料（以蔬菜和芝士為主）和調味料。英語意为「來自漢堡城的包」，故既可以用來指整個漢堡，也可以單指漢堡排本身。

## 词源

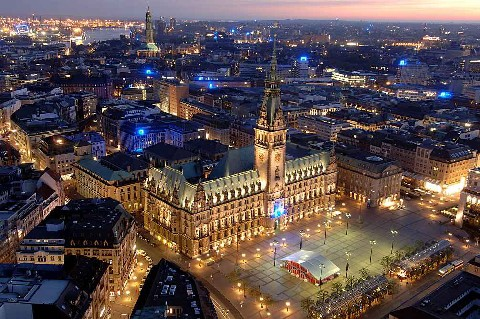
汉堡包是以德国二大城市汉堡城得名

汉堡（hamburger）是德国第二大城市汉堡城的衍生，该城有很多人移民美国。德语意思是碉堡，是对汉堡人的称呼。这与（热狗）和（香肠）是根据法兰克福人和维也纳人的称呼是一样的。
漢堡，是逆向构词法，通常用在不是一般漢堡肉的漢堡，如水牛肉堡、鸡排堡、鹿肉堡，或是素堡。

## 歷史

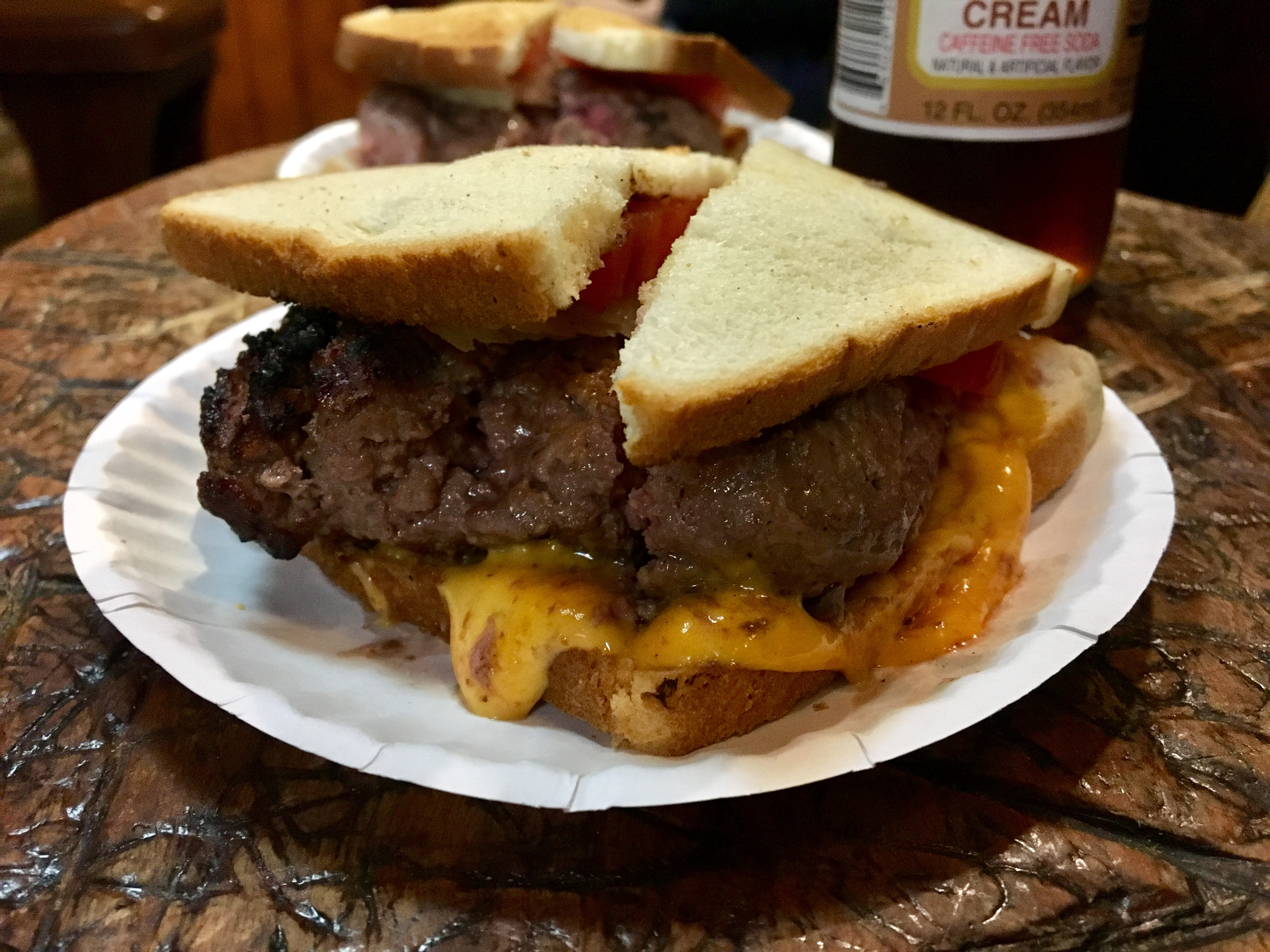
路易斯餐廳的起士漢堡

漢堡由两片面包夹上肉排而製成。1901年，由丹麦移民路易斯·拉森峰在康乃狄克州紐黑文市的路易斯餐厅发明。对手查理·纳格林、弗兰克与查理·门彻思、奥斯卡·韦伯·比尔比、弗莱彻·大卫都声称自己才是原创。“白城堡”餐厅根据奥托·考斯的消息将漢堡追溯至德国汉堡。然而，在1904年的圣路易斯博览会上，《纽约论坛报》将漢堡报道为“路边小贩的创作”时，原创者的争议就没了完。根据《ABC新闻》的总结，“其中一个问题是汉堡包缺乏成文历史。另一个问题是在博览会后漢堡變得十分流行，从一个小贩那里一夜成名。它很可能是由来自国家不同地区的多人智慧的结晶。”

#### 路易斯·拉森峰
康州纽黑文路易斯餐厅（Louis' Lunch）的路易斯·拉森峰被美国国会图书馆认定他在1900年卖出了第一份漢堡和牛排三明治，时至今日餐厅仍然售卖当年做法的漢堡：只放洋葱、番茄和起司，不放生菜或酸黄瓜且不允许加入番茄酱，其使用白色的三明治面包、而不是现在汉堡常使用的撒芝麻的小圆面包。

## 呈現形式
汉堡的形式常常随着地区的不同而变化。
傳統的美式漢堡，內餡除了由牛絞肉或豬絞肉製成的漢堡排外，並附夾上許多配料和調味料（如番茄醬、芥末、蛋黃醬、生菜、番茄、洋蔥、開胃小菜、鹽漬小菜、芝士等），而麵包可以是圓麵包（小圆面包）或吐司。许多国家用的是小圓麵包。而绞碎牛肉肉饼的厚度取决于提供的餐馆，一些地方的汉堡牛肉肉饼重达两磅。也有很多並不是夾牛肉而夾魚排、雞排、豬排、海鮮、煎蛋的各種漢堡，甚至有摩斯漢堡用米飯烤成的硬排代替兩片麵包的「米漢堡」，麥當勞亦有採用兩塊熱香餅取代英式瑪芬推出「楓糖班戟漢堡」（英文：Mc griddle）。

### 北美
在北美地区，“汉堡”（burger）一词指的是圆形面包中间夹碎肉饼的食物。夹其他整塊肉类（例如鸡肉排）的，则称之为三明治（sandwich）。由于華語地区的麦当劳和肯德基等餐厅一律将此类食品称之为汉堡，常令中国人在北美快餐厅点餐时感到困惑。
汉堡包主要有两种形式：快餐和单点。单点的配料很多，包括生菜、番茄、洋葱、酸黄瓜等。炸薯条常常与汉堡包配在一起。奶酪也常常可选，或是融化在肉饼上，或是以碎渣形式洒上。
调味品也会加在其中，或是单独列出，如芥末酱、蛋黄酱、番茄酱、烤肉酱等。其它配料包括培根、牛油果、蘑菇、辣椒酱、鸡蛋、菠萝、小鱼、香肠、燻肉、烤肉等。

### 亞洲地區

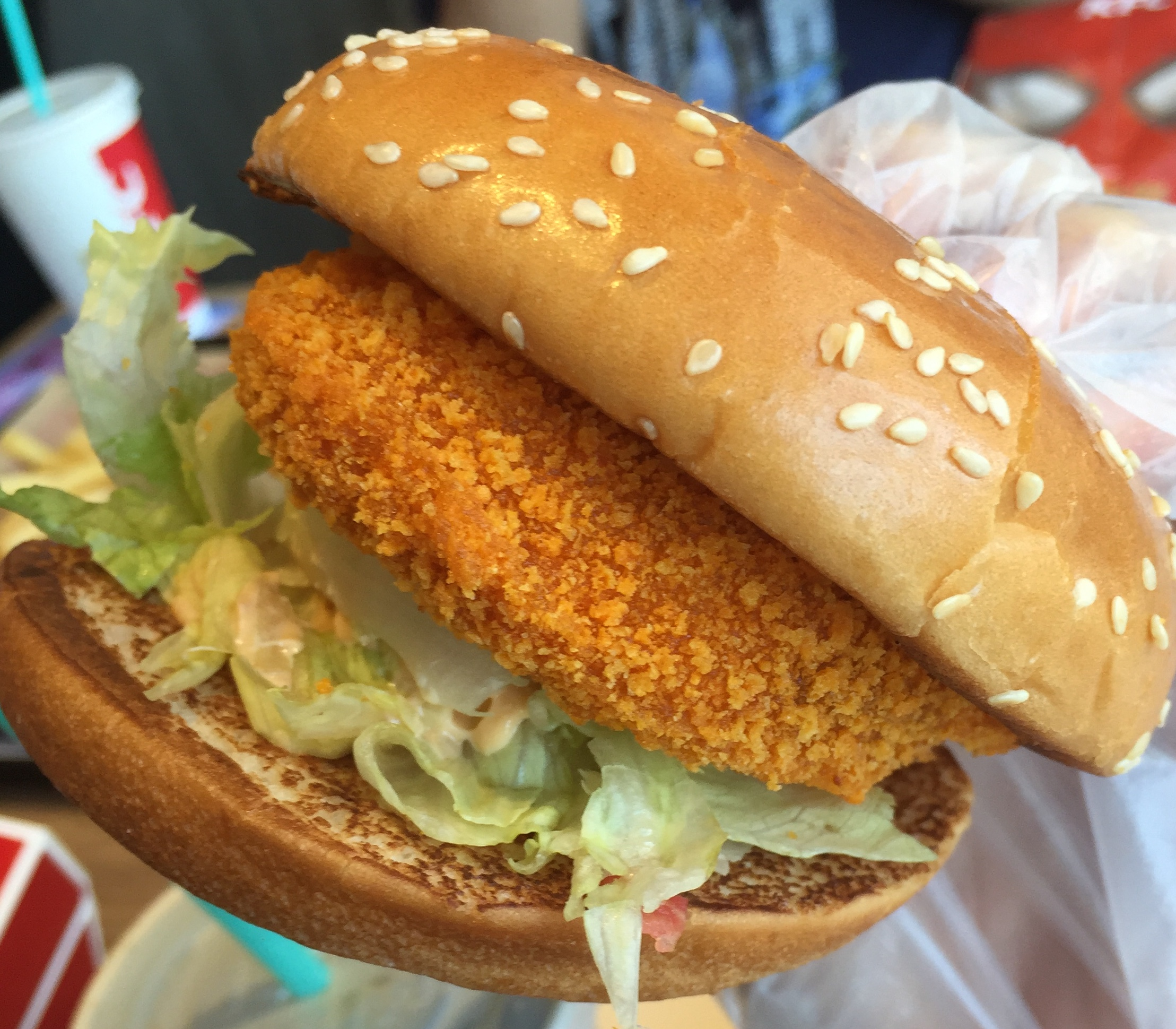
肯德基販售的漢堡包

1980年代，隨著美國的連鎖速食店麥當勞在亞洲地區的推廣，中文的汉堡一詞已經演化成為所有帶有小圓麵包做成的三明治的代稱。
亞洲地區的汉堡的做法和材料隨著不同的地區而異：一般一定會有切開的小圓麵包，中間夾著各式各樣的食材和醬料，除了最典型的牛絞肉肉餅、生菜、番茄片、洋蔥和漬黃瓜之外，還有鳳梨，豬絞肉肉餅，海鮮等等不同的選擇。而另一方面，汉堡在亞洲以外的地區是餐廳內菜單的品項之一。
在超級市場和街頭小店，顧客也可以從麵包貨架上選購“漢堡”。然而這些未有冷藏的所謂“漢堡包”，只不過是剖開的大面包，中間夾上一薄片的火腿，並且鲜有或沒有調味品或蔬菜。這些漢堡部分是傳統的廣東式 “叉燒包”的半西化產物。曼可顿曾试图将原汁原味的汉堡摆上货架销售，但因价格昂贵销售欠佳而最终停止生产。

#### 中国大陆
在中国大陸最大的西式汉堡快餐連鎖店是麥當勞、肯德基和汉堡王，在各地開設有分店。另外大陸有很多规模不大的漢堡包快餐連鎖店，销售受兒童歡迎的漢堡。如华莱士、德克士等。

#### 香港
香港在1960年代開始出現漢堡包專賣店，如在1963年於九龍紅磡開業的時新快餐店。1975年麥當勞在香港開店後，便成為最主要的漢堡包專賣店。

#### 日本
日本的漢堡叫 hanbāgā，也有單賣肉餅（不加麵包），一般稱為 hanbāgu或 hanbu的漢堡排。採用排餐式的吃法，並有著各式的變化，成為了頗具日本風味的餐點，甚至開創以米飯代替麵包的「米漢堡」。

#### 臺灣
臺灣主要以麥當勞、摩斯漢堡和肯德基為三大漢堡店。漢堡王以大臺北為主要營業區域；結合中式餐點特色的本土業者丹丹漢堡，則集中於臺南、高雄、屏東。以上這些店在當地可說是相當受歡迎。此外在臺灣，漢堡同時也是西式早餐的代表，多數早餐店皆供應各式口味漢堡和其他三明治，並搭配奶茶或咖啡等飲料。這類西式早餐店以小型加盟連鎖的方式密布在各地，早安美芝城、麥味登、美而美、拉亞漢堡是其中較早上市的連鎖西式早餐店代表。

## 參见

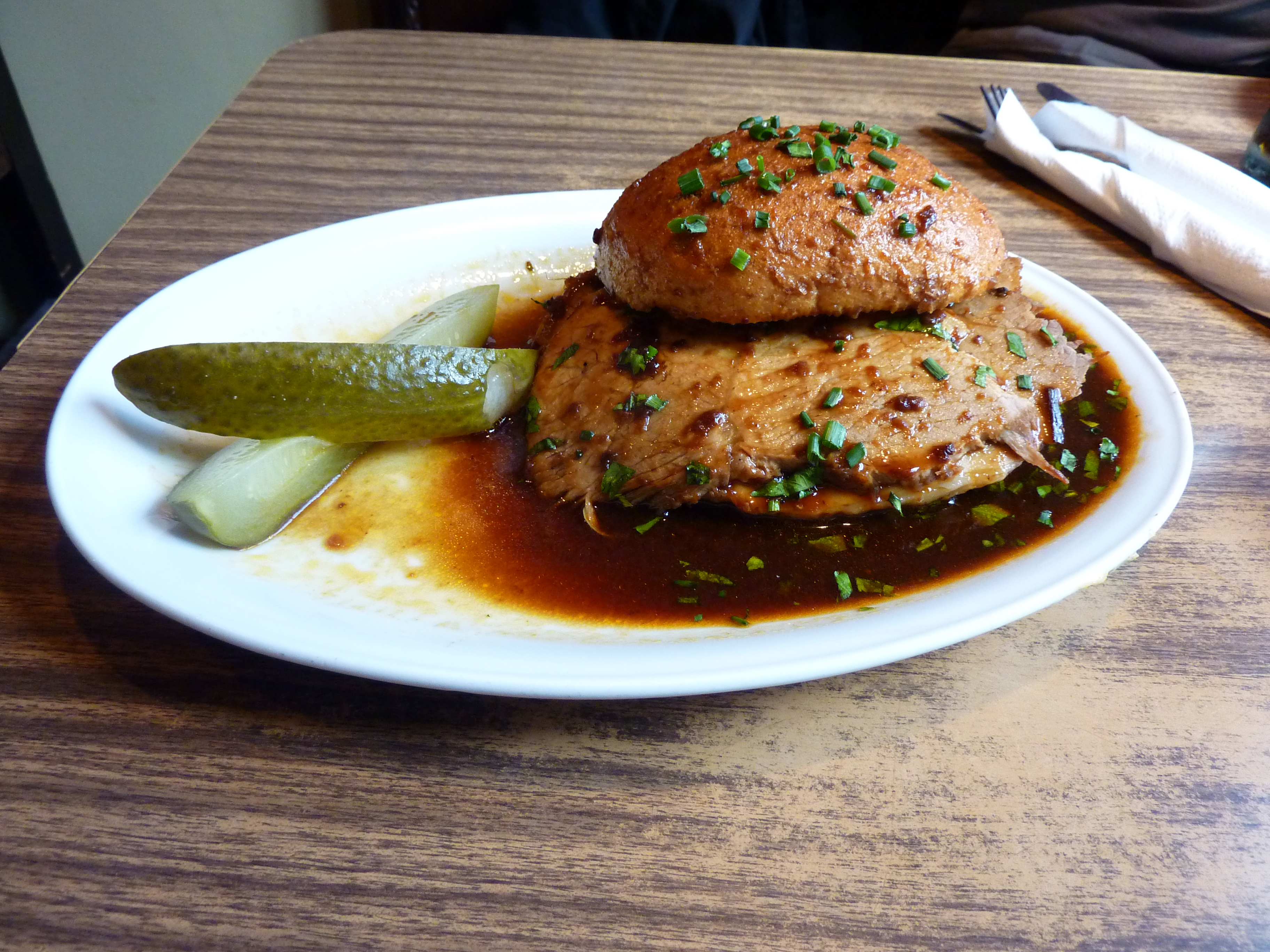
德国汉堡当地“热面包”（Rundstück warm）是用小圆面包切开，中间夹以煎肉排，配上肉汁而成

- 漢堡店家
  - 麥當勞
  - 肯德基
  - 漢堡王
  - 摩斯漢堡
  - 溫蒂漢堡
- 漢堡種類
  - 大麥克
  - 路德漢堡
  - 素食漢堡
  - 漢堡排
  - 安格斯漢堡
  - 瀑布漢堡
  - 起司堡
  - 華堡
  - 米漢堡

## 類似食品
- 三明治
- 刈包
- 漢堡排
- 韃靼牛肉
- 索爾斯伯利牛排
- 肉夹馍
- 驴肉火烧
- 熱狗（台灣稱「大亨堡」）
- 潛艇堡

## 漢堡圖集

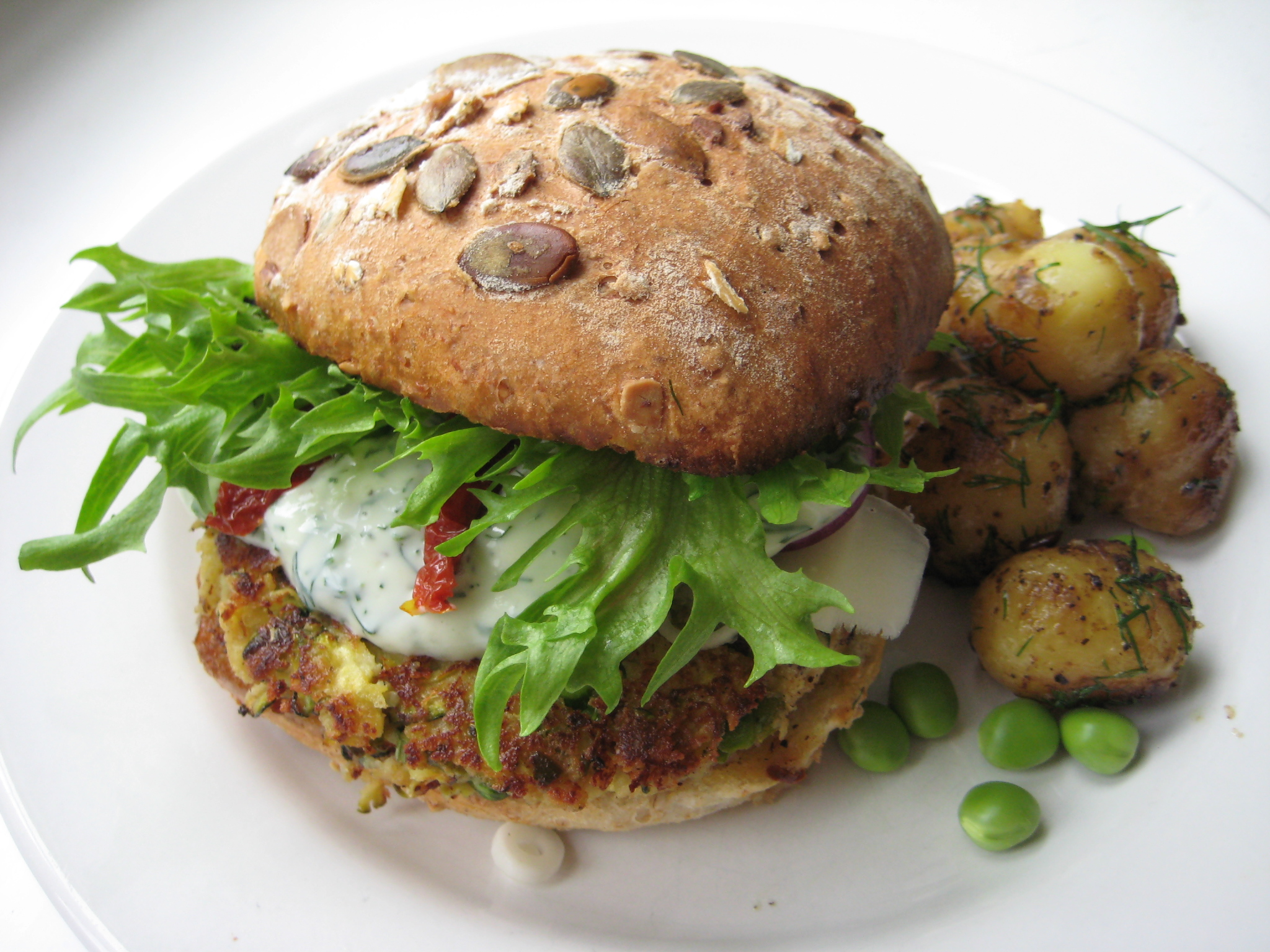
素食漢堡
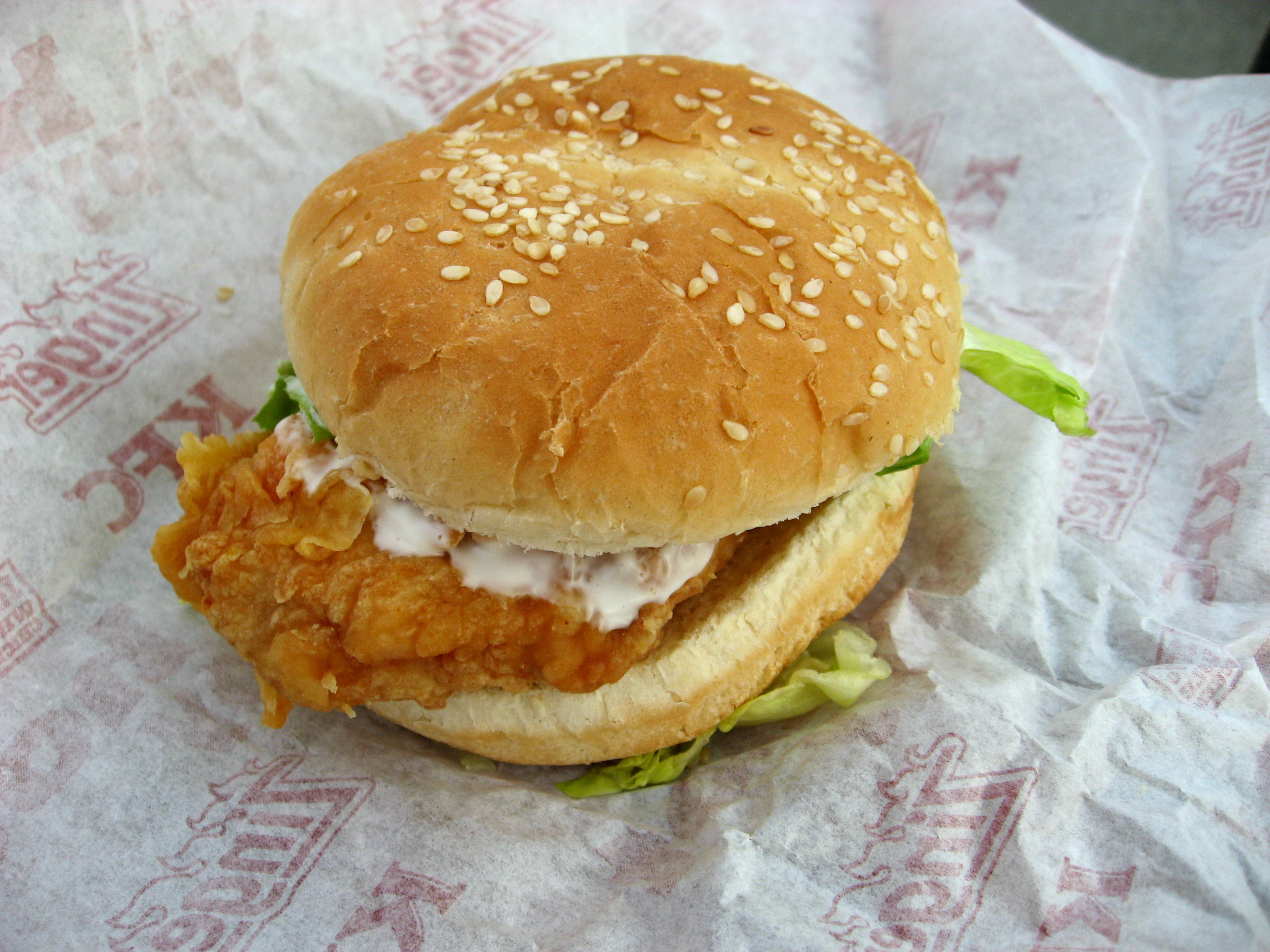
雞排堡
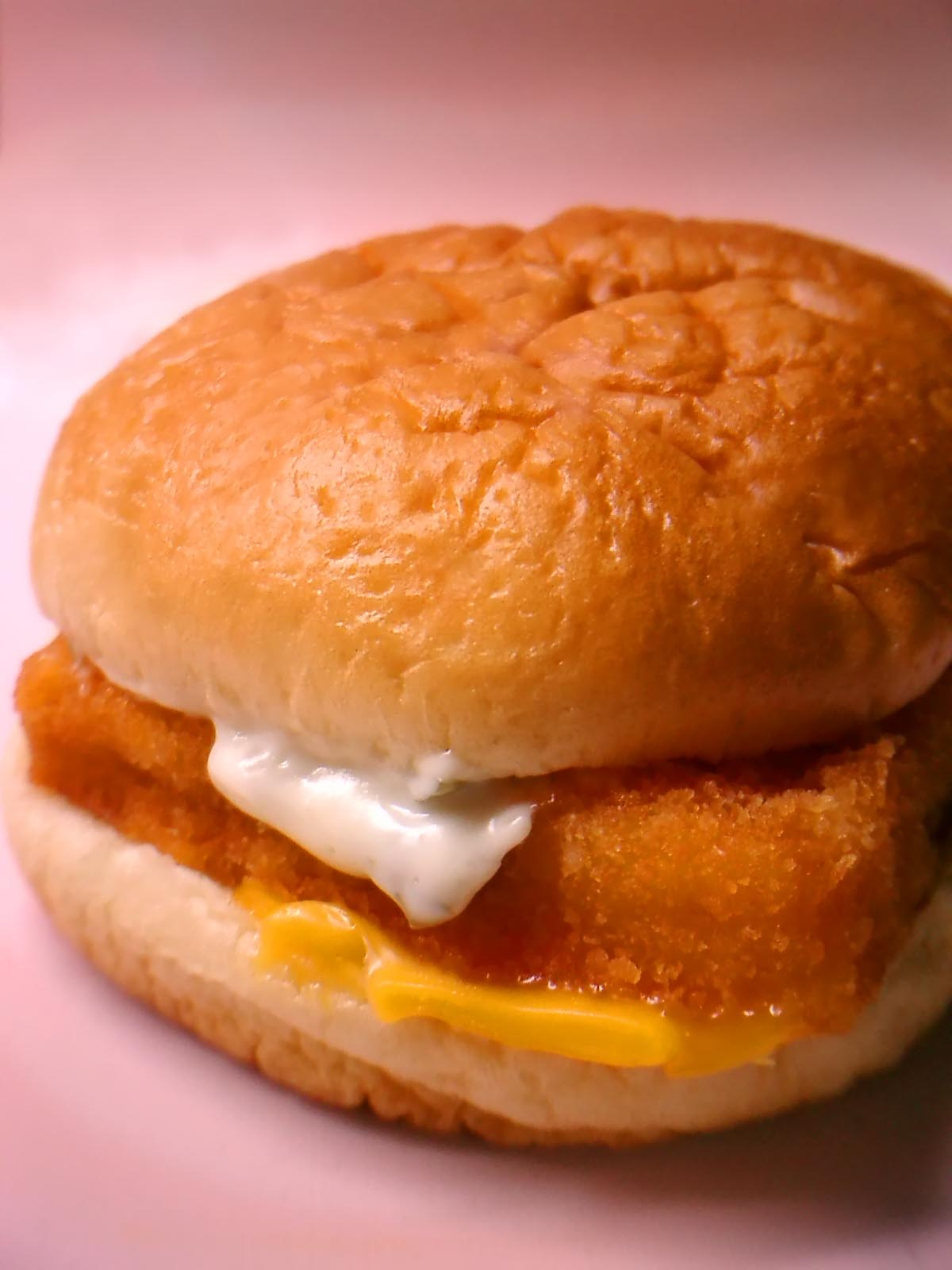
魚排堡
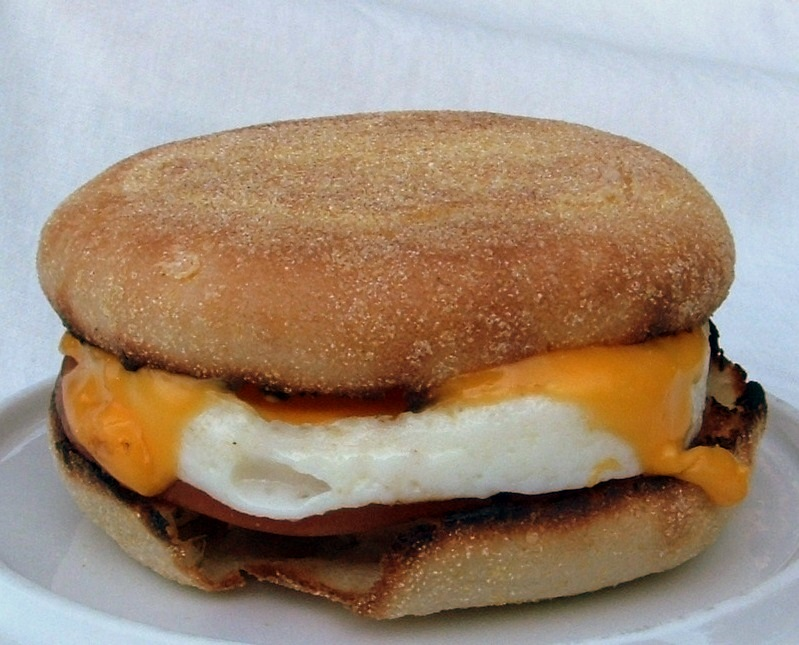
蛋堡
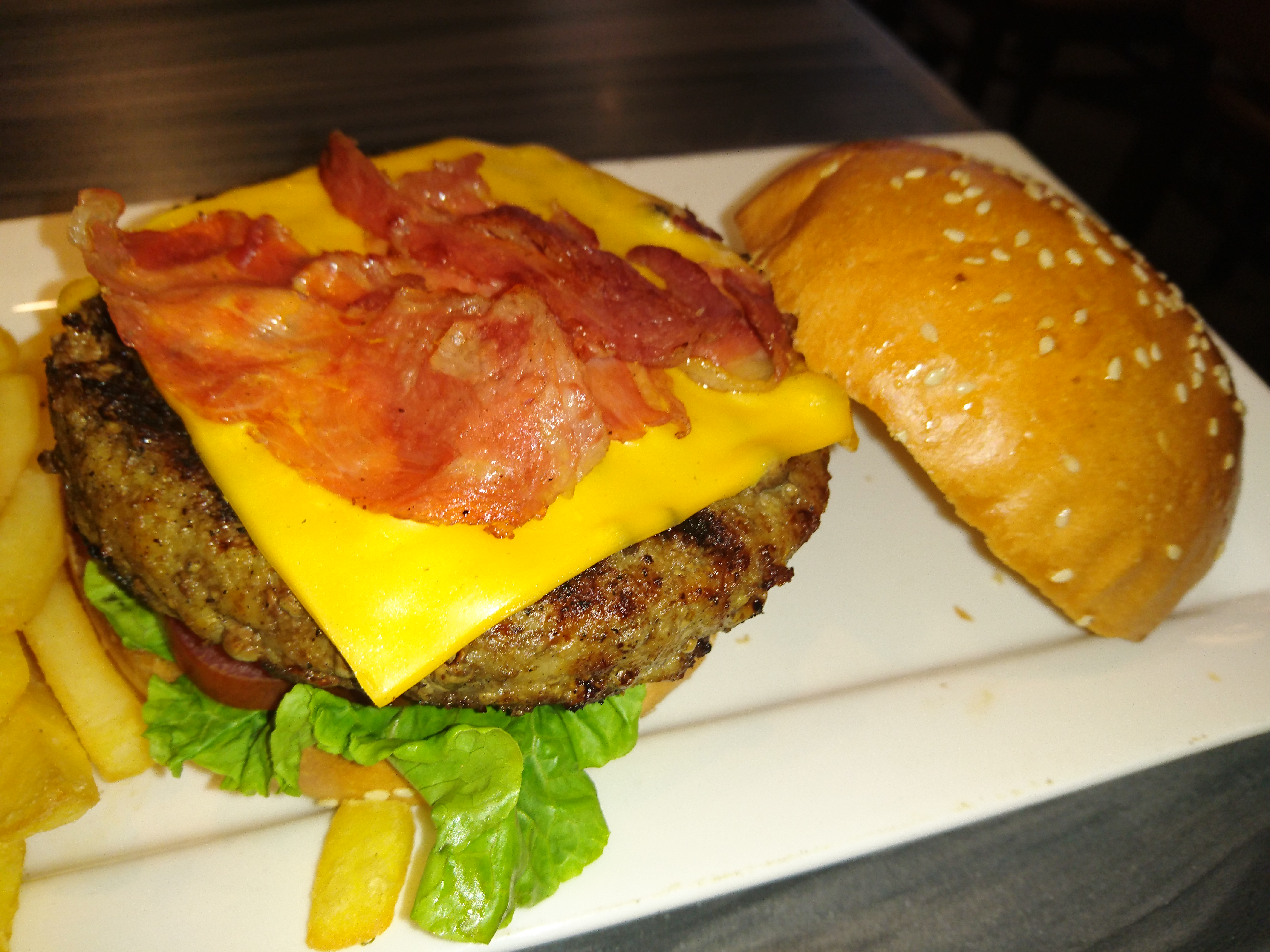
打開了的漢堡

### 書籍資料
- Barber, Katherine, editor (2004). The Canadian Oxford Dictionary, second edition. Toronto, Oxford University Press. ISBN 978-0-19-541816-3.
- Edge, John T. . G.P. Putnam's Sons. 2005. ISBN 978-0-399-15274-0. - History and origins of the hamburger
- Trage,. . Owl Books. 1997. ISBN 978-0-8050-5247-3.
- Allen, Beth. . Hearst Books. 2004. ISBN 978-1-58816-280-9.

## 外部連結
维基共享资源上的相關多媒體資源：漢堡包
- Library of Congress Local Legacies: Louis' Lunch （页面存档备份，存于）
- Library of Congress web page: Louis' Lunch （页面存档备份，存于）
- The Hamburger: How it came about （页面存档备份，存于）
- https://fangle.im/ （页面存档备份，存于）